# Các cuộc biểu tình biên giới Gaza 2018
Vào ngày 30 tháng 3 năm 2018, một chiến dịch kéo dài sáu tuần bao gồm một loạt các cuộc biểu tình đã được thực hiện tại Dải Gaza, gần biên giới Gaza-Israel. Được gọi bởi các người tổ chức Palestine "Đại diễu hành Trở về", những người biểu tình đòi hỏi những người tị nạn Palestine và con cháu của họ phải được phép quay trở lại nơi ngày nay là Israel. Họ cũng phản đối việc phong tỏa Dải Gaza và việc di chuyển Đại sứ quán Hoa Kỳ tại Israel từ Tel Aviv đến Jerusalem. Bạo lực trong các cuộc biểu tình đã dẫn đến những ngày chết người nhiều nhất của cuộc xung đột Israel–Palestine từ chiến tranh Gaza 2014.
Tổ chức các cuộc biểu tình được khởi xướng bởi các nhà hoạt động độc lập, và đã được tán thành và ủng hộ bởi Hamas, cũng như các phe phái chính khác trong Dải Gaza. Nó được lên kế hoạch kéo dài từ ngày 30 tháng 3 (Ngày Đất) đến 15/5 (Ngày Nakba). Năm trại lều được thiết lập 500 đến 700 mét từ biên giới và được ở lại đó trong suốt chiến dịch. Trong sự kiện đầu tiên vào ngày 30 tháng 3, 30.000 người Palestine đã tham gia vào cuộc biểu tình gần biên giới. Các cuộc biểu tình tương đối lớn hơn đã được tổ chức vào thứ Sáu, ngày 6 tháng 4, ngày 13 tháng 4, ngày 27 tháng 4, ngày 4 tháng 5 và ngày 11 tháng 5 - mỗi lần tham gia ít nhất 10.000 người biểu tình - trong khi số lượng nhỏ hơn tham dự các hoạt động trong tuần. Hầu hết những người biểu tình tại các trại lều cách biên giới một trăm mét biểu tình một cách ôn hòa, nhưng các nhóm chủ yếu là thanh niên tiến vào biên giới, đốt lốp xe về phía hàng rào, đốt lốp xe để cung cấp màn khói, ném đá và chai cháy vào Quân đội Israel.
Vào tháng Tư, những người biểu tình Palestine bắt đầu phóng những chiếc diều mang vật cháy qua hàng rào biên giới, gây thiệt hại cho tài sản ở phía Israel.
Quân đội Israel đã giết chết ít nhất 58 người Palestine từ ngày 30 tháng 3 đến ngày 15 tháng 5, một số người mà Israel nói là thành viên của nhiều tổ chức dân quân Palestine khác nhau; 40 trong số đó đã bị giết trong quá trình phản đối. Binh lính Israel bắn khí cay và đạn dược. Hai binh sĩ Israel đã bị thương vào ngày 15 tháng 5.
Các cuộc biểu tình và bạo lực quân sự leo thang đáng kể vào thứ Hai ngày 14 tháng 5, khi Hoa Kỳ chính thức khai trương Đại sứ quán của mình, một ngày trước ngày lên kế hoạch của cuộc biểu tình. Quân đội Israel ước tính có 35.000 người tham gia biểu tình tại 12 địa điểm ở Gaza, với hàng ngàn người tiếp cận hàng rào biên giới. Tại các trại biên giới Gaza, tiếng súng của Israel đã gây thương tích cho 448 người Palestine, trong khi 41 người biểu tình thiệt mạng, 3 người trong số họ mang một khoản phí nổ đến hàng rào.
Theo Liên hợp quốc, ngày 30 tháng 3 là ngày có số thương vong lớn nhất trong cuộc xung đột Israel-Palestine kể từ cuộc xung đột vũ trang năm 2014 do Hamas chỉ huy . Sở Y tế Gaza cho biết số người bị thương vào ngày 30 tháng 3 là 1.416, do hỏa hoạn sống, đạn cao su hoặc nhiễm độc khí cay. 19 người Palestine bị giết ngày 30 tháng 3 hoặc đã chết vì vết thương ngày hôm đó. Nhìn chung, Sơ Y tế Gaza báo cáo rằng hơn 5.000 người đã bị thương kể từ ngày 20 tháng 4, bao gồm 1.700 vụ hỏa hoạn, 500 viên đạn cao su, và 1.950 người từ khí cay và hít khói. Trong số những người chết có hai nhà báo, Yaser Murtaja và Ahmed Abu Hussein, năm trẻ em, và hai người tàn tật.
Các quan chức Israel tuyên bố rằng các cuộc biểu tình đã được Hamas sử dụng để tấn công chống lại Israel. Vào tháng 4 năm 2018, chính phủ Israel và Trung tâm thông tin khủng bố và tình báo Israel đã công bố một bản phân tích danh sách thương vong cho thấy 40 người Palestine thiệt mạng, 13 thành viên của các tổ chức quân sự hoặc an ninh của Palestine mà họ coi là "tổ chức khủng bố" và 19 có "thành viên hoặc liên kết hoặc liên kết" với đảng chính trị Palestine. Hamas xác định năm người chết vào ngày 30 tháng 3 là thành viên của Các lữ đoàn Qassam, trong khi Israel ước tính con số đó là tám. Hai người bị giết ngày 30 tháng Ba bởi Lực lượng Phòng vệ Israel (IDF) được trang bị súng AK-47 và lựu đạn cầm tay theo IDF.
Việc Israel sử dụng vũ lực chết người đã bị các tổ chức nhân quyền lên án, bao gồm cả Tổ chức Theo dõi Nhân quyền,B'Tselem,
và Tổ chức Ân xá Quốc tế, và bị các quan chức Liên Hợp Quốc chỉ trích. Kuwait đã đề xuất hai tuyên bố của Hội đồng Bảo an Liên hợp quốc, đã bị Mỹ ngăn cản, kêu gọi điều tra về việc Israel giết người biểu tình Palestine.
Các nhà lãnh đạo quân sự và dân sự Israel đã ca ngợi quân đội Israel vì hành động của họ, mà họ mô tả là các biện pháp phòng thủ cần thiết.

Bản đồ Dải Gaza